# Immolation
Immolation é uma banda de death metal dos Estados Unidos da América.

## História
O embrião do que viria a ser o Immolation foi formado em em 1986, sob o nome Rigor Mortis, tendo como fundadores Andrew Sakowicz (vocal e baixo) e Dave Wilkinson (bateria). A formação incluía ainda os guitarristas Thomas Wilkinson e Robert Vigna. Entre 1987 e 1990, a banda lançou três demos e um EP. Nessa época, os dois guitarristas passaram a trabalhar paralelamente com Ross Dolan (vocal e baixo) e Neal Boback (bateria), com quem lançaram duas demos. Esta formação, sob o nome Immolation, assina um contrato de gravação com a Roadrunner Records, e lança Dawn of Possession, seu primeiro álbum, em 1991. Numa ação controversa, a gravadora descarta todas as suas bandas de death metal e o Immolation fica sem contrato. Posteriormente, assinaram com a Metal Blade Records e lançaram três álbuns: Here in After , Failures for Gods e Close to a World Below. Após o segundo álbum, Here in After, o baterista Craig Smilowski deixa a banda e é substituído por Alex Hernandez. Os três álbuns seguintes, Unholy Cult, Harnessing Ruin e Shadows in the Light são lançados pelo selo francês Listenable Records, que já havia trabalhado com a banda anterior de Hernandez.
Em maio de 2001, a banda foi a atração principal para uma turnê na Europa. Deranged, Destroyer 666, Decapitated e Soul Demise foram bandas de apoio durante os shows. Thomas Wilkinson deixa a banda e é substituído por Bill Taylor, ex-guitarrista do Angel Corpse. É lançado em 2002 o álbum Unholy Cult, mesmo ano em que o baterista Alex Hernandez deixa a banda. No ano seguinte, Steve Shalaty assume as baquetas, e consolida-se a formação atual do Immolation. Em 2005, é lançado o aclamado álbum Harnessing Ruin. Em fevereiro de 2008, o Immolation excursionou pelos Estados Unidos com as bandas Rotting Christ, Belphegor e Averse Sefira. Durante janeiro e fevereiro de 2010, o Immolation excursionou com Krisiun, Rose Funeral e Dreaming Dead, tendo o Nile como headliner.
Em março de 2010 o Immolation lança seu oitavo álbum de estúdio, Majesty And Decay, pelo selo Nuclear Blast. Em 2011, lançam um EP de 5 faixas intitulado Providence, disponibilizado gratuitamente para download.

## Estilo musical e temas líricos
O Immolation conta com riffs escritos em padrões harmônicos dissonantes,  muitas vezes conflitantes entre as duas guitarras. Partes da bateria são comumente escritas para acompanhar os riffs de guitarra, de uma forma que é rara para a maioria das bandas de death metal. O Immolation e o Incantation, banda conterrânea, são  responsáveis por levar a cena death metal de Nova York à atenção do underground.
O guitarrista Rober Vigna e o vocalista e baixista Ross Dolan foram os únicos membros constantes na história da banda. Vigna é considerado um dos guitarristas mais talentosos do death metal e é bastante conhecido por seus riffs complexos e solos.
As letras da banda são quase totalmente antirreligião, especialmente anticristianismo. No álbum Harnessing Ruin, de 2005, existem letras referentes a outros temas, como política. Essa direção lírica é mais explorado no álbum de 2007 da banda, Shadows in the Light e no EP Hope and Horror, que antecedeu o álbum. Nos álbuns seguintes, as letras são consideravelmente menos explícitas.

## Discografia

### Álbuns de estúdio
- Dawn of Possession (1991)
- Here in After (1996)
- Failures for Gods (1999)
- Close to a World Below (2000)
- Unholy Cult (2002)
- Harnessing Ruin (2005)
- Shadows in the Light (2007)
- Majesty and Decay (2010)
- Kingdom of Conspiracy (2013)
- Atonement  (2017)

### Outros lançamentos
- Stepping on Angels... Before Dawn (compilação, 1995)
- Bringing Down the World (DVD, 2004)
- Hope and Horror (EP + DVD, 2007)
- Providence (EP, 2011)

## Integrantes
Atuais
- Ross Dolan - baixo, vocal (1988 - presente)
- Robert Vigna - guitarra (1988 - presente)
- Alex Bouks - guitarra (2016 - presente)
- Steve Shalaty - bateria (2003 - presente)

Ex-integrantes
- Thomas Wilkinson - guitarra (1988 - 2001)
- Neal Boback - bateria (1988 - 1989)
- Craig Smilowski - bateria (1991 - 1996)
- Alex Hernandez - bateria (1999 - 2002)
- Bill Taylor - guitarra (2001 - 2016)

Linha do tempo